# Божейовиці
Божейовиці (пол. Bożejowice, нім. Eckersdorf) — село в Польщі, у гміні Болеславець Болеславецького повіту Нижньосілезького воєводства.
Населення — 483 особи (2011).

## Демографія
Демографічна структура станом на 31 березня 2011 року:
|          | Загалом | Допрацездатний вік | Працездатний вік | Постпрацездатний вік |
| -------- | ------- | ------------------ | ---------------- | -------------------- |
| Чоловіки | 237     | 49                 | 177              | 11                   |
| Жінки    | 246     | 35                 | 173              | 38                   |
| Разом    | 483     | 84                 | 350              | 49                   |